# Onychiurus parvicornis
Onychiurus parvicornis är en urinsektsart som beskrevs av Mills 1934. Onychiurus parvicornis ingår i släktet Onychiurus och familjen blekhoppstjärtar. Inga underarter finns listade i Catalogue of Life.